# 渥美ボクシングジム
渥美ボクシングジム (あつみボクシングジム)は、大阪府大阪市西成区に所在するプロボクシングのジムである。

## 概要
2012年12月に仲里・ATSUMIボクシングジムが分裂したことにより誕生した。
2012年12月1日、大阪府大阪市西成区でジム開きを行い、辰吉丈一郎や徳山昌守、元世界王者6人が祝福に駆け付ける中、会長の渥美天海が「ボクシング界のプラスになれるよう頑張ります」と挨拶した。  
第21代・第23代日本ジュニアミドル級王者大東旭が会長代行を務めている。

## 主な所属選手

### 現役選手
- テイル渥美（韓国からの輸入選手で韓国フェザー級1位）

### 引退選手
- 清水健太（2013年度西日本中日本新人王）
- 仲村正男（第38代OPBF東洋太平洋スーパーフェザー級王者、元WBOアジアパシフィックスーパーフェザー級王者）